# دحاس
دحَّاس أو الحيتان قارورية الأنف هو جنس من الحيتان المنقارية، لا يضم سوى نوعين من الحيوانات هما: الحوت الجنوبي قاروري الأنف والحوت الشمالي قاروري الأنف. وهما يقتاتان على الرخويات، حيث يتغذَّيان بالدرجة الأولى على الحبار.